# Radnótfáy Nagy Sámuel
Radnótfáy Nagy Sámuel (Kolozsvár, 1803 – Pest, 1869. október 9.) császári és királyi udvari tanácsos, a Nemzeti Színház intendánsa.

## Életútja
1848 előtt Bécsben dolgozott, az erdélyi kancellárián, 1862-től igazgatósági felügyelő és a Nemzeti Színház intendánsa volt. A Nemzeti Színházat művészi magaslatra emelte és több humánus intézkedést tett; így segély- és kölcsönalapot teremtett; a színház szellemi haladásán is sokat segített, felújíttatta a díszleteket, ruhatárat és gépezetet, a Nemzeti Színház műsorát számos külföldi jeles színdarab lefordításával gazdagította. Erkel Ferenc kezdeményezésére nyugati hangolásra állíttatta át a zenekart. 1865-ben kiadta nyomtatásban az első magyar nyelvű szabályrendeletet, ebben a nemzeti színház célját is megfogalmazták, kiadta a színház első tűzbiztonsági szabályzatát. Elsőként külön fizetést adott a drámai rendezők számára (Szerdahelyi Kálmán, Feleky Miklós, Paulay Ede, a drámabíráló bizottság tagjainak pedig évi tiszteletdíjat. 1869-ben hunyt el, halálát agy- s tüdővizenyő okozta.
Cikkei a Magyar Sajtóban (1864. 141. A nemzeti színház bevételeiről és kiadásairól, az 1863-64. színházi évre szerkesztett számadás kivonata, 208. Válasz a «Wanderer» 244. sz. pesti levélre); a Honban (1864. 123. Nyilatkozat Vadnai Károly vádjára a színháznak 15,000 frtnyi deficitjét illetőleg, 126. Jókai, Válasz Vadnai Károlynak, 128. Vég válasz R.-tól, 1866. 18., 19. Válasz a nemzeti színház igazgatóság ügyében, 1868. 120. sz. Emlékirat a nemzeti színház ügyében).

## Munkái
- Feuillet Octave, A kisértés, színmű öt felv. ford. Pest, 1863. (Nemzeti Színház, kiadja Toldy István IV. kötet. Először a pesti nemzeti színházban 1862. decz. 12., Kassán 1863. ápr. 9.).
- Fredro Sándor gróf, Az egyetlen leány, vígj. 1 felv. Ford. Bpest, 1883. (Nemzeti Színház Könyvtára 144. Először adatott Kassán 1869. jan. 23., a budapesti nemzeti színházban először 1876. márcz. 24.).

### Kéziratban
- A genevai árva, dráma 3 felv. Castelli után ford. (Debreczenben 1832. aug. 23., Budán 1834. júl. 3., 1837. jan. 30., Kassán 1835. jan. 26., Pesten 1839. ápr. 25.)

A pesti Nemzeti Színházban első előadatásuk szerint:
- Egyik sír, a másik nevet, franczia vígj. 4 felv. (1864. ápr. 27.)
- A párisi szegények, dr. 7 felv. Brisebare és Nus után francziából ford. (1865. decz. 31.),
- A gyöngéd rokonok, vígj. 3 felv. Benedix után ford. (1867. jan. 6.)
- A hazugság, vígj. 3 felv. Benedix után ford. (1867. márcz. 27.)
- A bengáli helytartó, színmű 4 felv. Laube Henrik után ford. (1868. febr. 16.)

Kassán:
- A fehér hajszál, franczia vígj. 1 felv. Feulliet Octave ut. ford. (1864. okt. 29.)
- Reggeli előtt, drámai tréfa 1 felv. Írta Fredro Sándor gróf, lengyelből ford. (1868. nov. 13.).